# Julius Österberg
Per Julius Österberg, född den 22 januari 1855 i Filipstad, död den 26 juni 1922 i Vasa församling, Göteborg, var en svensk filolog och skolman. 
Österberg blev student 1872, filosofie kandidat 1876, filosofie licentiat 1881 och filosofie doktor 1883, allt i Uppsala. Han blev lärare vid Beskowska skolan i Stockholm 1880, lektor i latin och grekiska vid högre allmänna läroverket i Kalmar 1883 och i samma ämnen vid Göteborgs latinläroverk 1890. Österberg blev ledamot av Kungliga Vetenskaps- och Vitterhetssamhället i Göteborg 1901. Han utgav uppsatser i klassisk filologi samt läroböcker.